# Erich Smodics
Erich Smodics (* 4. Februar 1941 in Bregenz) ist ein österreichischer Maler und Mitglied des Bregenzer Kreises.

## Leben und Wirken
1960 machte Smodics eine Ausbildung zum Formstecher und Designer für Druckmodelle und arbeitete als Textilzeichner.
Er schloss sich 1964 mit Helmut Fetz, Rudolf Zündel und Siegfried Kresser zum „Bregenzer Kreis“ zusammen, der sich an der „Wiener Schule des Phantastischen Realismus“ orientierte. Erste Ausstellungen hatte er 1966 in Bregenz und Wien (Montfort-Preis-Ausstellung). Ab 1970 war er als freischaffender Maler und Grafiker und Bildhauer tätig.

## Ausstellungen (Auswahl)
- Wiener Secession
- Wiener Künstlerhaus
- Galerie Stubenbastei, Wien
- Galerie Zentrum, Wien
- Galerie Peithner-Lichtenfels, Wien[3]
- Palais Thurn & Taxis, Bregenz
- Galerie Wiegand, Köln
- Museum Haus zum Cavazzen, Lindau
- Galerie Holbein, Lindau
- Galerie Timm Gierig, Frankfurt[4]
- Galerie Raab, Fulda

## Arbeiten in öffentlichen Sammlungen
Einige seiner Arbeiten befinden sich in öffentlichen Sammlungen, darunter der Graphischen Sammlung Albertina, Wien; der Sammlung des Museums Salzgitter, Deutschland; der Sammlung der Industrie- und Handelskammer (Foyer Börse Frankfurt); im Vorarlberger Landesmuseum; im Unterrichtsministerium, Wien; im Gurlitt-Museum, Linz; in der Galerie Zentrum, Wien; in der Galerie Peithner-Liechtenfels, Wien; Galerie Wiegand, Köln; Galerie Zentrum, Wien und im Museum Haus zum Cavazzen in Lindau.

## Preise und Auszeichnungen
- Vorarlberger Kunstförderungspreis
- 1982 Gaststipendiat der Villa Romana, Florenz.
- 2008 Großer Preis der Internationalen Zeichen, Biennale Kosova